# IIFA Award/Bestes Szenenbild
Die Gewinner des IIFA Best Art Direction Award waren:
| Jahr | Gewinner                                                           | Film                         | Deutscher Titel                             |
| ---- | ------------------------------------------------------------------ | ---------------------------- | ------------------------------------------- |
| 2000 | Kesto Mandal                                                       | Sarfarosh                    | Sarfarosh                                   |
| 2001 | Nitin Desai                                                        | Josh                         | Josh – Mein Herz gehört dir                 |
| 2002 | Sharmishta Roy                                                     | Kabhi Khushi Kabhie Gham     | In guten wie in schweren Tagen              |
| 2003 | Nitin Desai                                                        | Devdas                       | Devdas – Flamme unserer Liebe               |
| 2004 | Sharmishta Roy                                                     | Kal Ho Naa Ho                | Lebe und denke nicht an morgen              |
| 2005 | Sharmishta Roy                                                     | Black                        | Black                                       |
| 2006 | Keshto Mondol, Elridge Rodrigues, Tanushree Sarkar, Pradeep Sarkar | Parineeta: The Married Woman | Parineeta – Das Mädchen aus Nachbars Garten |
| 2007 | Samir Chanda                                                       | Rang De Basanti              | Rang De Basanti – Die Farbe Safran          |